# La collita del fenc
La collita del fenc (en neerlandès, De Hooi-oogst), és una obra del pintor flamenc Pieter Brueghel el Vell, pertanyent al cicle de sis obres sobre els «Mesos» de l'any. Representa els mesos de juny i juliol. Mesura 114 cm d'alt per 158 cm d'ample. És un oli sobre taula, pintat l'any 1565. El quadre forma part de la col·lecció de la família Lobkowicz en el palau Lobkowicz del Castell de Praga, República Txeca.
De Brueghel es conserven quaranta pintures autògrafes, segons l'última monografia del pintor (Manfred Sellink, 2007); dotze d'elles estan en el Museu d'Història de l'Art de Viena. Si s'afegeix, com a nombre quaranta-u, El vi de la festa de Sant Martín, només tres dels seus quadres estarien en mans privades: El vi de la festa de Sant Martí, el Borratxo en la cochiquera i aquesta obra, La collita del fenc de 1565, de la col·lecció Lobkowitz de Praga.
D'aquesta mateixa sèrie sobre les Estacions o els Mesos, queden altres quatre pintures, totes elles de l'any 1565:
- Dia malenconiós o Dia ennuvolat (febrer-març), Museu d'Història de l'Art de Viena
- Els segadors (agost-setembre), Museu Metropolità d'Art, Nova York
- El retorn del ramat (octubre-novembre), Museu d'Història de l'Art de Viena
- Els caçadors en la neu (desembre-gener), Museu d'Història de l'Art de Viena

Se suposa que està perdut un sisè quadre, que representaria els mesos d'abril i maig.